# Okręg Sarrebourg
Okręg Sarrebourg (fr. Arrondissement de Sarrebourg) – okręg w północno-wschodniej Francji. Populacja wynosi 62 tysiące.

## Podział administracyjny
W skład okręgu wchodzą następujące kantony:
- Fénétrange,
- Lorquin,
- Phalsbourg,
- Réchicourt-le-Château,
- Sarrebourg.